# German Football League 2006
Die German Football League 2006 war die 28. Saison der höchsten deutschen Spielklasse in der Sportart American Football. Meister wurden die Braunschweig Lions.

## Ligaaufteilung
Überblick über die teilnehmenden Mannschaften und ihren ewigen Bundesliga- bzw. GFL-Bilanzen.
|          | Team                     | Jahre | S   | U  | N   | Heim | Heim | Heim | Ausw. | Ausw. | Ausw. | TD-Verhältnis |
| -------- | ------------------------ | ----- | --- | -- | --- | ---- | ---- | ---- | ----- | ----- | ----- | ------------- |
| GFL Nord | Berlin Adler             | 23    | 166 | 6  | 91  | 85   | 2    | 43   | 81    | 4     | 48    | 7855:4697     |
| GFL Nord | Düsseldorf Panther       | 23    | 172 | 10 | 83  | 89   | 7    | 36   | 83    | 3     | 47    | 8062:4166     |
| GFL Nord | Braunschweig Lions (TV)  | 12    | 96  | 0  | 37  | 51   | 0    | 15   | 45    | 0     | 22    | 4535:2569     |
| GFL Nord | Hamburg Blue Devils      | 11    | 84  | 4  | 36  | 48   | 0    | 15   | 36    | 4     | 21    | 3377:2103     |
| GFL Nord | Dresden Monarchs         | 3     | 20  | 1  | 15  | 12   | 1    | 5    | 8     | 0     | 10    | 893:840       |
| GFL Nord | Cologne Falcons          | 1     | 5   | 0  | 7   | 3    | 0    | 3    | 2     | 0     | 4     | 178:324       |
| GFL Süd  | Munich Cowboys           | 25    | 160 | 7  | 112 | 90   | 1    | 49   | 70    | 6     | 63    | 6803:5232     |
| GFL Süd  | Stuttgart Scorpions      | 14    | 62  | 5  | 88  | 33   | 4    | 40   | 29    | 1     | 48    | 3864:4527     |
| GFL Süd  | Schwäbisch Hall Unicorns | 8     | 34  | 5  | 49  | 19   | 0    | 25   | 15    | 5     | 24    | 1991:2280     |
| GFL Süd  | Saarland Hurricanes      | 5     | 12  | 4  | 39  | 6    | 3    | 19   | 6     | 1     | 20    | 1047:1844     |
| GFL Süd  | Darmstadt Diamonds (N)   | 3     | 19  | 0  | 21  | 14   | 0    | 6    | 5     | 0     | 15    | 552:748       |
| GFL Süd  | Marburg Mercenaries      | 3     | 15  | 2  | 17  | 8    | 1    | 7    | 7     | 1     | 8     | 859:805       |

- (N) - Aufsteiger
- (TV) - Titelverteidiger

## Saisonverlauf

### Reguläre Saison
Nach zwei Jahren in denen, durch Rückzüge, nur fünf Teams im Süden antraten, war das Kontingent diesmal wieder aufgefüllt. Die Darmstadt Diamonds vervollständigten das Feld durch ihren Wiederaufstieg. Letztmals traten sie 1992 in der höchsten deutschen Spielklasse an.
Im Norden spielten die Braunschweig Lions alles an die Wand, kein Gegner der eigenen Conference konnte auch nur einen Punkt für sich verbuchen. Auf dem zweiten Platz landeten die Hamburg Blue Devils. Nach durchwachsenem Start lagen sie bis zur Saisonmitte zeitweise nur auf dem vierten Platz. Doch während die Blue Devils ihre letzten vier Spiele gewinnen konnten schwächelte die direkte Konkurrenz aus Dresden und Köln. Zunächst mit jeweils 8:2 Punkten gestartet brachen beide Teams zum Saisonende hin etwas ein und beendeten die reguläre Saison jeweils mit 11:13 Punkten. Was aber dennoch für die Play-offs reichte, denn das Tabellenende zierten zwei Mannschaften, die es zusammen auf bisher elf German Bowl Erfolge brachten. Die Berlin Adler starteten miserabel, nach fünf Niederlagen in den ersten fünf Spielen, bei nur 20 selbst erzielten TD-Punkten, ging es um Schadensbegrenzung im weiteren Saisonverlauf. Diese konnte betrieben werden. Am Ende schoben sich die Adler noch an den Düsseldorf Panther, dank des direkten Vergleichs, vorbei. Die Panther starteten nahezu ebenso schlecht. Zwar konnten die ersten Mannschaftspunkte schon im zweiten Spiel eingefahren werden, und damit mehr als in der Horrorsaison 2005 insgesamt, doch es sollten die einzigen Punkte aus den ersten fünf Spielen bleiben. Zum Ende hin konnte zwar dann kontinuierlicher gepunktet werden, aber insgesamt gesehen war auch die Saison 2006 zum Vergessen. Tiefpunkt war die 73:3-Pleite in Braunschweig. Und nach dem verloren direkten Vergleich gegen die Adler blieb nur der letzte Platz für die Panther.
Im Süden starteten die Teams alle mit 2:2 Punkten, doch dann trennten sich die Wege: drei Teams Marburg, Stuttgart und Schwäbisch Hall spielten um den Titel, Darmstadt, die Saarland Hurricanes und die Munich Cowboys um den letzten Play-off-Platz und gegen die Relegation. Beide Rennen blieben bis zum Ende der Saison spannend. An der Tabellenspitze hatten zunächst die Stuttgart Scorpions die besten Karten, mit einem Zwischenspurt mit sechs Siegen in Folge standen sie bis drei Spieltage vor Schluss auf dem Platz an der Sonne. Doch dann mussten sich die Scorpions zunächst den Schwäbisch Hall Unicorns geschlagen geben und dann auch noch den Marburg Mercenaries. Durch den verlorenen direkten Vergleich gegen die Unicorns waren die Scorpions, einen Spieltag vor Schluss, plötzlich nur noch Dritter. Auf den ersten Platz hatten sich zwischenzeitlich die Marburger geschoben. Nach einem Start mit 4:4 Punkten gewannen die Mercenaries ihre letzten acht Spiele, darunter auch mit 38:28 gegen die Braunschweig Lions. Um auf dem zweiten Platz zu bleiben, mussten die Unicorns gegen die Marburger, die bereits den ersten Platz sicher hatten, das letzte Spiel gewinnen doch der Sieg ging an Marburg und Schwäbisch Hall musste sich mit dem dritten Rang zufriedengeben, die Scorpions wurden Zweiter.
Am Tabellenende war es ähnlich spannend, die Darmstadt Diamonds starteten mit drei Siegen aus fünf Spielen in die Saison, verbuchten dann aber nur noch einen Punkt in den restlichen sieben Spielen. Trotzdem erreichten sie mit 7:17 Punkten den letzten Play-off-Platz. Der letzte Platz wurde zwischen Saarbrücken und München ausgespielt. Jeweils sieben Spiele in Folge ohne Punktegewinn hatten die beiden Teams in den Tabellenkeller gespült. In ihrem letzten Spiel trafen die Saarländer dann zuhause auf die Münchner. Die Ausgangslage dabei war einfach, wer das Spiel gewinnt bleibt in der Liga, das andere Team muss in die Relegation. Die Münchner hatte das Heimspiel gewonnen, allerdings nur mit 3:0, es war zudem das erste Saisonspiel gewesen und auch noch der einzige doppelte Punktgewinn der Saison für die Cowboys. In Saarbrücken behielten dann die Hausherren die Oberhand und schickten den Traditionsverein aus Bayern, mit einem 30:14, in die Relegation.

#### Interconference Games
Der Interconferencevergleich ging mit acht zu vier an den Norden, allerdings gelang es den Marburg Mercenaries die Braunschweig Lions einmal mit 38:28 zu besiegen. Die einzige Niederlage der Lions in der regulären Saison. Und auch das andere Spiel der beiden Mannschaften war knapp, Braunschweig siegte zuhause 26:23.

### Abschlusstabellen

#### GFL Nord
|    | Verein              | Sp | S  | U | N | TD      | Diff. | Punkte |
| -- | ------------------- | -- | -- | - | - | ------- | ----- | ------ |
| 1. | Braunschweig Lions  | 12 | 11 | 0 | 1 | 483:165 | +318  | 22:2   |
| 2. | Hamburg Blue Devils | 12 | 8  | 0 | 4 | 356:215 | +141  | 16:8   |
| 3. | Dresden Monarchs    | 12 | 5  | 1 | 6 | 200:318 | −118  | 11:13  |
| 4. | Cologne Falcons     | 12 | 5  | 1 | 6 | 248:333 | −85   | 11:13  |
| 5. | Berlin Adler        | 12 | 4  | 0 | 8 | 196:234 | −38   | 8:16   |
| 6. | Düsseldorf Panther  | 12 | 4  | 0 | 8 | 153:364 | −211  | 8:16   |

- Tie-Breaker
  - Dresden Monarchs vor Cologne Falcons aufgrund des gewonnenen direkten Vergleichs (21:17 und 24:24)
  - Berlin Adler vor Düsseldorf Panther aufgrund des gewonnenen direkten Vergleichs (41:21 und 0:3)

#### GFL Süd
|    | Verein                   | Sp | S  | U | N  | TD      | Diff. | Punkte |
| -- | ------------------------ | -- | -- | - | -- | ------- | ----- | ------ |
| 1. | Marburg Mercenaries      | 12 | 10 | 0 | 2  | 471:214 | +257  | 20:4   |
| 2. | Stuttgart Scorpions      | 12 | 8  | 1 | 3  | 407:190 | +217  | 17:7   |
| 3. | Schwäbisch Hall Unicorns | 12 | 7  | 1 | 4  | 383:271 | +112  | 15:9   |
| 4. | Darmstadt Diamonds       | 12 | 3  | 1 | 8  | 237:329 | −92   | 7:17   |
| 5. | Saarland Hurricanes      | 12 | 3  | 0 | 9  | 154:333 | −179  | 6:18   |
| 6. | Munich Cowboys           | 12 | 1  | 1 | 10 | 154:476 | −322  | 3:21   |

### Relegation
Mit den Munich Cowboys im Süden und den Düsseldorf Panthern im Norden mussten zwei absolute Traditionsteams und ehemalige German Bowl-Gewinner in die Relegation. Die Cowboys bekamen es mit dem aufstrebenden Team der Weinheim Longhorns zu tun, die Panther mussten sich mit den Kiel Baltic Hurricanes auseinandersetzen. Die Kieler, 2002 aus der GFL abgestiegen und durch Rückzug sogar bis in die Regionalliga zurückgegangen, bekamen so die Chance sich, für die Relegationsniederlage gegen die Panther aus dem Vorjahr, zu revanchieren. 
Wie ein Hurricane zogen die Kieler dann auch durch Düsseldorf, mit einem 30:0-Auswärtssieg stellten sie die Weichen auf Aufstieg und ließen sich auch im Heimspiel die Butter nicht mehr vom Brot nehmen. Die Panther konnten zwar mit 30:27 in Kiel gewinnen, aber das dreißig-Punkte-Defizit konnten sie nicht mehr ausgleichen. 
Und auch im Süden deutete sich schon im Hinspiel in München ein Wechsel an. Die Longhorns konnten einen sicheren 20:0-Sieg landen und beruhigt ins Rückspiel gehen. Und auch in ihrem Heimspiel ließen die Weinheimer nichts mehr anbrennen und gewannen auch Zuhause, diesmal mit 27:14.
| Liga | Heimverein             | Gastverein             | Ergebnis | Nach Quartern            |
| ---- | ---------------------- | ---------------------- | -------- | ------------------------ |
| Nord | Düsseldorf Panther     | Kiel Baltic Hurricanes | 0:30     | 0:10 ; 0:13 ; 0:0 ; 0:7  |
| Nord | Kiel Baltic Hurricanes | Düsseldorf Panther     | 27:30    | 7:0 ; 7:14 ; 7:8 ; 6:8   |
| Süd  | Munich Cowboys         | Weinheim Longhorns     | 0:20     | 0:7 ; 0:6 ; 0:0 ; 0:7    |
| Süd  | Weinheim Longhorns     | Munich Cowboys         | 27:14    | 14:0 ; 0:14 ; 13:0 ; 0:0 |

Weinheim und Kiel steigen auf, München und Düsseldorf steigen ab.

### Play-offs
Drei der acht Teams erreichten mit einer negativen Punktausbeute die Play-offs. Am meisten Spannung versprach das Duell der Unicorns gegen die Blue Devils, die sich auch schon in den Interconference-Spielen gegenüberstanden. Doch es wurde eine klare Angelegenheit, die Hamburger gewannen mit 34:13. Auch die Stuttgart Scorpions und die Dresden Monarchs trafen schon in der regulären Saison aufeinander, und wie dort verließen die Scorpions den Platz als Sieger, diesmal mit 47:27. Die beiden stärksten Teams der Saison, Marburg und Braunschweig, ließen in ihren Viertelfinalpartien ihre überragenden Offensivstärken spielen. Die Lions zeigten den Darmstadt Diamonds mit 79:0 sehr deutlich ihre Grenzen auf. Marburg schickte die Cologne Falcons mit 62:0 nach Hause.
Und auch im Halbfinale trumpften die Marburg Mercenaries auf, zuhause gegen die Hamburg Blue Devils zeigten die Hausherren eine starke Leistung und zogen nach drei Quartern mit 31:7 davon, ehe die Hansestädter im letzten Quarter Ergebniskosmetik betreiben konnten und das Ergebnis auf 33:20 verkürzten. Damit stand zum ersten Mal seit 1993, als die Munich Cowboys sogar den German Bowl gewinnen konnten, wieder ein Südteam im Endspiel. In dieses zogen auch die Braunschweig Lions ein, die die Stuttgart Scorpions mit 36:17 aus dem Rennen warfen. Vor 6750 Zuschauern zogen die Lions auf 29:3 im dritten Quarter davon, ehe die Scorpions ihrerseits zwei Touchdowns aufs Scoreboard bringen konnten. Am Ende gab es einen 36:17-Sieg und damit die zehnte Finalteilnahme in Folge für die Lions.
| Viertelfinale | Viertelfinale            | Viertelfinale       |    |                     | Halbfinale | Halbfinale | Halbfinale |  |  | German Bowl XXVIII - Braunschweig | German Bowl XXVIII - Braunschweig | German Bowl XXVIII - Braunschweig |
|               |                          |                     |    |                     |            |            |            |  |  |                                   |                                   |                                   |
| 1N            | Braunschweig Lions       | 79                  |    |                     |            |            |            |  |  |                                   |                                   |                                   |
| 4S            | Darmstadt Diamonds       | 0                   |    |                     |            |            |            |  |  |                                   |                                   |                                   |
| 4S            | Darmstadt Diamonds       | 0                   | 1N | Braunschweig Lions  | 36         |            |            |  |  |                                   |                                   |                                   |
|               |                          |                     | 1N | Braunschweig Lions  | 36         |            |            |  |  |                                   |                                   |                                   |
|               | 2S                       | Stuttgart Scorpions | 17 |                     |            |            |            |  |  |                                   |                                   |                                   |
| 2S            | 2S                       | Stuttgart Scorpions | 17 | Stuttgart Scorpions | 47         |            |            |  |  |                                   |                                   |                                   |
| 2S            |                          |                     |    | Stuttgart Scorpions | 47         |            |            |  |  |                                   |                                   |                                   |
| 3N            | Dresden Monarchs         | 27                  |    |                     |            |            |            |  |  |                                   |                                   |                                   |
| 3N            | Dresden Monarchs         | 27                  | 1N | Braunschweig Lions  | 31         |            |            |  |  |                                   |                                   |                                   |
|               |                          |                     |    | Braunschweig Lions  | 31         |            |            |  |  |                                   |                                   |                                   |
|               | 1S                       | Marburg Mercenaries | 13 |                     |            |            |            |  |  |                                   |                                   |                                   |
| 1S            | 1S                       | Marburg Mercenaries | 13 | Marburg Mercenaries | 62         |            |            |  |  |                                   |                                   |                                   |
| 1S            |                          |                     |    | Marburg Mercenaries | 62         |            |            |  |  |                                   |                                   |                                   |
| 4N            | Cologne Falcons          | 0                   |    |                     |            |            |            |  |  |                                   |                                   |                                   |
| 4N            | Cologne Falcons          | 0                   | 1S | Marburg Mercenaries | 33         |            |            |  |  |                                   |                                   |                                   |
|               |                          |                     | 1S | Marburg Mercenaries | 33         |            |            |  |  |                                   |                                   |                                   |
|               | 2N                       | Hamburg Blue Devils | 20 |                     |            |            |            |  |  |                                   |                                   |                                   |
| 2N            | 2N                       | Hamburg Blue Devils | 20 | Hamburg Blue Devils | 34         |            |            |  |  |                                   |                                   |                                   |
| 2N            |                          |                     |    | Hamburg Blue Devils | 34         |            |            |  |  |                                   |                                   |                                   |
| 3S            | Schwäbisch Hall Unicorns | 13                  |    |                     |            |            |            |  |  |                                   |                                   |                                   |

#### Halbfinale
|                                    |                                 |  |                    |                           |                     |  |                                                         |
|                                    | Braunschweig 23. September 2006 |  | Braunschweig Lions | \| \| 36 : 17 \| \| \| \| | Stuttgart Scorpions |  | Städt. Stadion an der Hamburger Straße Zuschauer: 6.712 |
| (8:3, 14:0, 7:7, 7:7) Spielbericht | Braunschweig 23. September 2006 |  | Braunschweig Lions |                           | Stuttgart Scorpions |  | Städt. Stadion an der Hamburger Straße Zuschauer: 6.712 |
|                                    | 36 : 17                         |  |                    |                           |                     |  |                                                         |
|                                    |                                 |  |                    |                           |                     |  |                                                         |

|                         |                            |  |                     |                           |                     |  |  |
|                         | Marburg 24. September 2006 |  | Marburg Mercenaries | \| \| 33 : 20 \| \| \| \| | Hamburg Blue Devils |  |  |
| (10:0, 14:7, 7:0, 2:13) | Marburg 24. September 2006 |  | Marburg Mercenaries |                           | Hamburg Blue Devils |  |  |
|                         | 33 : 20                    |  |                     |                           |                     |  |  |
|                         |                            |  |                     |                           |                     |  |  |

### German Bowl
In der regulären Saison trafen die beiden Teams bereits aufeinander und konnten jeweils einen Sieg einfahren. Das Finale versprach also Spannung und auch Punkte, trafen doch auch die punktgewaltigsten Teams aufeinander. Vor 15.897 Zuschauern im Stadion an der Hamburger Straße in Braunschweig konnte das Spiel aber nicht ganz den Erwartungen entsprechen. Die Lions erspielten sich bis zur Halbzeit eine 18:6-Führung, die sie auch nicht mehr abgaben. Zum Schluss stand es 31:13 und die Lions gewannen ihre fünfte Meisterschaft.
|                       |                                        |  |                    |                           |                     |  |                                                                          |
|                       | Braunschweig 7. Oktober 2006 18:00 Uhr |  | Braunschweig Lions | \| \| 31 : 13 \| \| \| \| | Marburg Mercenaries |  | Stadion an der Hamburger Straße Zuschauer: 15.897 Referee: Peter Fischer |
| (3:6, 15:0, 7:7, 6:0) | Braunschweig 7. Oktober 2006 18:00 Uhr |  | Braunschweig Lions |                           | Marburg Mercenaries |  | Stadion an der Hamburger Straße Zuschauer: 15.897 Referee: Peter Fischer |
|                       | 31 : 13                                |  |                    |                           |                     |  |                                                                          |
|                       |                                        |  |                    |                           |                     |  |                                                                          |